# Булычев, Борис Михайлович
Борис Михайлович Бу́лычев (род. 18 февраля 1940, Москва) — российский химик-неорганик, доктор наук (с 1981 г.), профессор (с 1990 г.) кафедры химической технологии и новых материалов МГУ им. М.В. Ломоносова, заведующий кафедрой химии и физики высоких давлений (1999–2004) химического факультета, заслуженный профессор МГУ (с 2009 г.), лауреат Государственной премии СССР.

## Биография
Борис Михайлович родился в Москве, где до 1958 года  и обучался в школе № 200. В 1959 году поступил на вечернее отделение Химического факультета Московского государственного университета, в 1960 перевёлся на дневное.
Окончив обучение с отличием, Борис Михайлович был распределен на кафедру неорганической химии Химического факультета и работал на ней до 1977 года. В 1971 защитил кандидатскую диссертацию.
После 1977 года перевелся на кафедру физики и  химии  высоких давлений Химического факультета МГУ. Докторскую диссертацию Борис Михайлович защитил в 1981 году. С 1985 года научную работу сочетает с преподавательской деятельностью .
В 1990 году Борису Михайловичу присвоено звание профессора. В 1999 стал заведующим кафедрой физики и химии высоких давлений, которая после слияния с кафедрой химической технологии стала лабораторией.

## Научные исследования
Борис Михайлович Булычев начал исследовательскую работу в области химии гидридов под руководством Семененко Кирилла Николаевича. Защитил кандидатскую диссертацию по теме «Синтез и свойства триалкиламиналанов».
В 1981 году защитил докторскую диссертацию по теме «Химия гидрида алюминия». За исследования перспективных в качестве топливных компонентов гидридов Борис Михайлович вместе со своим научным руководителем, Семененко Кириллом Николаевичем, был удостоен Государственной премии СССР в 1986 году.
После 1990 года Борис Михайлович Булычев изменил вектор научной деятельности. Основными направлениями его исследований стали химия фуллеридов  , прекурсоров для синтеза алмазов и алмазных плёнок, координационных соединений переходных металлов, пост-металлоценовых каталитических систем и процессов олиго-, со- и полимеризации олефиновых углеводородов.
На данный момент Борис Михайлович Булычев является автором более чем 80 патентов, авторских свидетельств и 330 статей .

## Преподавательская деятельность
В период с 1985 по настоящее время  Борис Михайлович преподает на химическом факультете. За это время им вместе с коллегами по кафедре составлено и прочитано 16 учебных курсов. В последние году им читаются спецкурсы «Введение в специальность», «Избранные главы неорганической химии», « Физико-химические методы исследования материалов».

## Публикации
В различных журналах опубликовано более 300 научных статей Бориса Михайловича. При его непосредственном участии было написано 6 книг.
Основные монографии:
- Школьников Е.И., Жук А.З., Булычев Б.М., Ларичев М.Н., Илюхина А.В., Власкин М.С., Окисление алюминия водой для эффективного производства электроэнергии, Академиздатцентр "Наука" (Москва), 2012 г., 171с.
- Ступников В.А., Булычев Б.М., Высокие давления в химии. Алмаз и алмазоподобные материалы, 2012 г., Москва, 112 с.
- Булычев Б.М., Ступников В.А., Высокие давления в твердофазном синтезе веществ и материалов, 2018 г., Техносфера Москва, 157 с.
- Булычев Б.М., Ступников В.А., Высокие давления в химии: через алмаз к высокотемпературным сверхпроводникам, 2019 г., Техносфера Москва, 167 с.
- Булычев Б.М., Ступников В.А., "Синтез веществ и материалов при высоких давлениях и температурах на примере поликристаллических алмаза и кубического нитрида бора". Методическое руководство. Москва. Химфак МГУ. 20 стр. 2019г

## Организационная деятельность
Участие в программных комитетах конференций «Углерод: фундаментальные проблемы науки, материаловедение, технология».
Членство в диссертационных советах химического факультета и факультета наук о материалах Московского государственного университета.
Также Борис Михайлович состоит в редколлегиях журналов:
- Российский химический журнал
- Известия Академии наук. Серия химическая
- Вестник Московского университета. Серия 2: Химия

## Награды, премии, звания
Звания:
Заслуженный научный сотрудник Московского университета (1999);
Заслуженный профессор Московского университета (2009);
Премии, награды:
Государственная премия СССР (1986 г.).